# Governatorato di Akkar
Il governatorato di Akkar (in arabo محافظة عكار‎?) è un governatorato del Libano.

## Geografia
Il governatorato è ubicato nell'estremo nord del paese al confine con la Siria, lungo le coste del Mediterraneo. 
Ha una superficie di 788,4 km² e una popolazione di 389.899 abitanti (censimento 2015). Il capoluogo è la città di Halba.
Il governatorato non è suddiviso in più distretti e ricomprende soltanto quello di Akkar.